# Number 6容祖兒演唱會
Number 6容祖兒世界巡迴演唱會，是香港女歌手容祖兒的第六個個人紅館個唱。主辦機構為英皇娛樂及TVB Music，由諾基亞主題贊助。
是次演唱會在2010年11月19日於香港開跑，舉行12場；及後走訪英國、美國、中國、馬來西亞、新加坡等地，歷時四年，合共演出20場。

## 簡介
Number 6容祖兒世界巡迴演唱會是容祖兒第6個紅館演唱會，由於「6」是容的幸運數字，故是次演唱會開宗明義直接命名為「Number 6」；容亦是香港首位女歌手能於10年內開辦6次紅館個唱，總場次數高達44場。是次演唱會以「機場」為主題，舞台亦貼切地設計為一條跑道，主題曲〈空港〉由填詞人好友黃偉文度身訂做，容更於演出期間首次以結他自彈自唱演繹此曲。容認為雖然在機場上每個人都如過客般匆忙，卻又見證著彼此的悲歡離合，故每位觀眾、歌迷，都是伴她成長的「空港」。

## 發售
演唱會票價分別為港幣$480、$250和$150。

## 巡演地點
| 日期            | 城市     | 國家/地區 | 場地                               | 附註                     |
| --------------- | -------- | --------- | ---------------------------------- | ------------------------ |
| 第一階段 - 香港 |          |           |                                    |                          |
| 2010年11月19日  | 香港     | 香港      | 紅磡體育館                         | 第2度加場                |
| 2010年11月20日  | 香港     | 香港      | 紅磡體育館                         |                          |
| 2010年11月21日  | 香港     | 香港      | 紅磡體育館                         |                          |
| 2010年11月22日  | 香港     | 香港      | 紅磡體育館                         |                          |
| 2010年11月23日  | 香港     | 香港      | 紅磡體育館                         |                          |
| 2010年11月24日  | 香港     | 香港      | 紅磡體育館                         | 第1度加場                |
| 2010年11月25日  | 香港     | 香港      | 紅磡體育館                         | 第3度加場                |
| 2010年11月26日  | 香港     | 香港      | 紅磡體育館                         | 第3度加場                |
| 2010年11月27日  | 香港     | 香港      | 紅磡體育館                         | 第4度加場                |
| 2010年11月28日  | 香港     | 香港      | 紅磡體育館                         | 第4度加場                |
| 2010年12月3日   | 香港     | 香港      | 紅磡體育館                         | 第5度加場                |
| 2010年12月4日   | 香港     | 香港      | 紅磡體育館                         | 第6度加場                |
| 第二階段 - 英國 |          |           |                                    |                          |
| 2011年4月26日   | 倫敦     | 英国      | 皇家阿爾伯特音樂廳                 | 首位華人女歌手進駐此場地 |
| 第三階段 - 中國 |          |           |                                    |                          |
| 2011年8月13日   | 廣州     | 中国大陆  | 天河體育場                         |                          |
| 2012年1月7日    | 澳門     | 澳門      | 威尼斯人金光綜藝館                 | [ 3 ]                    |
| 第四階段 - 美加 |          |           |                                    |                          |
| 2012年3月31日   | 雷諾     | 美国      | Peppermill's Tuscany Events Center | [ 4 ]                    |
| 2012年4月8日    | 大西洋城 | 美国      | 印度宮殿大賭場體育館               | [ 4 ]                    |
| 2012年4月10日   | 多倫多   | 加拿大    | 華瑪娛樂演奏廳                     |                          |
| 第五階段 - 星馬 |          |           |                                    |                          |
| 2012年10月20日  | 雲頂     | 马来西亚  | 雲頂雲星劇場                       |                          |
| 2013年6月29日   | 新加坡   | 新加坡    | 聖淘沙羅盤宴會廳                   | [ 5 ]                    |

## 表演曲目

### 香港站
| The Beginning 1. 逃 2. 跑步機上 3. 怯（或：身驕肉貴／或：最後勝利／或：華麗邂逅） 4. 誰來愛我（或：候鳥樹／或：雙冠軍／或：分身術） 5. 16號愛人 Circus 1. 世界小姐 2. 我所知的兩三事 3. 全身暑假 Angels & Demons 1. Medley: 1. 流淚眼望流淚眼 2. 勞斯萊斯 2. 天之驕女 3. 蛇 4. 穿花蝴蝶 5. 桃色冒險 Pain Love 1. 飛 2. 習慣失戀 3. 痛愛 4. 破相 | Just Dance 1. Medley: 1. Scream! 2. 夢路 3. 喜喜 4. 未知 5. 隆重登場 Landing 1. 空港（自彈自唱） 2. 逃避你 3. 抱抱 4. Encore環節 5. 搜神記 6. 心淡 Never End 1. 越唱越強 Encore (4/12) 1. 去火星戀愛 2. 想得太遠 3. 麻煩你 4. 告解 5. 爭氣 |

Encore環節備註：

## 演唱會紀念品
1. N6 White Tee (Size S/M/L)
2. N6 Black Tee (Size S/M/L)
3. N6 Travel Kit
4. N6 Photo Set
5. N6 文件夾
6. N6 演唱會海報

## 影音產品

### 推出版本
- 平裝版 (4DVD)[6]
- 豪華珍藏版 (4DVD+2CD)[7]
- 藍光版 (Blu-Ray)[8]
- 重新發行版 (2CD)[9]

### 所獲獎項
- YesAsia華語音樂銷售榜2011——十大華語演唱會 第四位[10]
- IFPI香港唱片銷量大獎2011——最暢銷本地現場錄製音像出品[11]